# Milan Špinka
Milan Špinka (5. května 1951 Pardubice, Československo – 14. srpna 2024, Česko) byl československý motocyklový závodník, reprezentant v ploché dráze a ledové ploché dráze. Jeho otcem byl motocyklový závodník Miloslav Špinka.

## Závodní kariéra
Milan Špinka byl mistrem světa jednotlivců na ledové ploché dráze v roce 1974, stříbrný v roce 1976 a bronzový v roce 1971. V mistrovství světa jednotlivců na ploché dráze byl nejlépe 13. v kontinentálním finále v roce 1972 ve Wroclawi. Třikrát startoval ve finále mistrovství světa na dlouhé ploché dráze (1973, 1974 a 1980), dvakrát ve finále mistrovství Evropy na travnaté ploché dráze (1983 a 1984). V Mistrovství Československa na krátké ploché dráze skončil v roce 1974 na 2. místě a v letech 1972 a 1973 na třetím místě, na dlouhé ploché dráze byl v roce 1979 třetí. V roce 1973 vyhrál Zlatou přilbu Československa.
V Československu jezdil za Rudou hvězdu Praha. V britské profesionální lize jezdil v roce 1979 za Swindon Robins a Ipswich Witches.